# Sokolovna v Plzni
Sokolovna v Plzni je novorenesanční budova s tělocvičnou vystavěná tělovýchovnou jednotou TJ Sokol Plzeň I ve Štruncových sadech č. 493/1 v Plzni, v městské části Plzeň 3. Budova se po svém dokončení roku 1896 stala hlavním sídlem plzeňského Sokola jakožto sokolovna, svébytný typ budovy sportovny využitelné k pořádání společenských akcí, který začal být realizován na celém území zemí Koruny české a později i První republiky. Sokolovna byla v roce 2010 Ministerstvem kultury České republiky prohlášena kulturní památkou České republiky.

## Historie
Tělovýchovná jednota plzeňská (později přejmenovaná na TJ Sokol Plzeň I) založená roku 1863, pouhý rok po Tělovýchovné jednotě pražské, v čele s Hynkem Pallou dlouhodobě usilovala o stavbu vlastní reprezentativní budovy s tělocvičnou. Okolo roku 1890 bylo získáno místo v nově budovaných Štruncových sadech na ostrohu řek Mže a Radbuzy, nedaleko pozdějšího atletického a fotbalového stadionu. Výstavbu rovněž podporoval plzeňský purkmistr a člen Sokola Václav Peták. Byl vybrán projekt architekta Josefa Podhajského, stavba probíhala v letech 1892 až 1896. Slavnostní otevření sokolovny proběhlo 9. února 1894. Roku 1904 byla pak stavba elektrifikována.

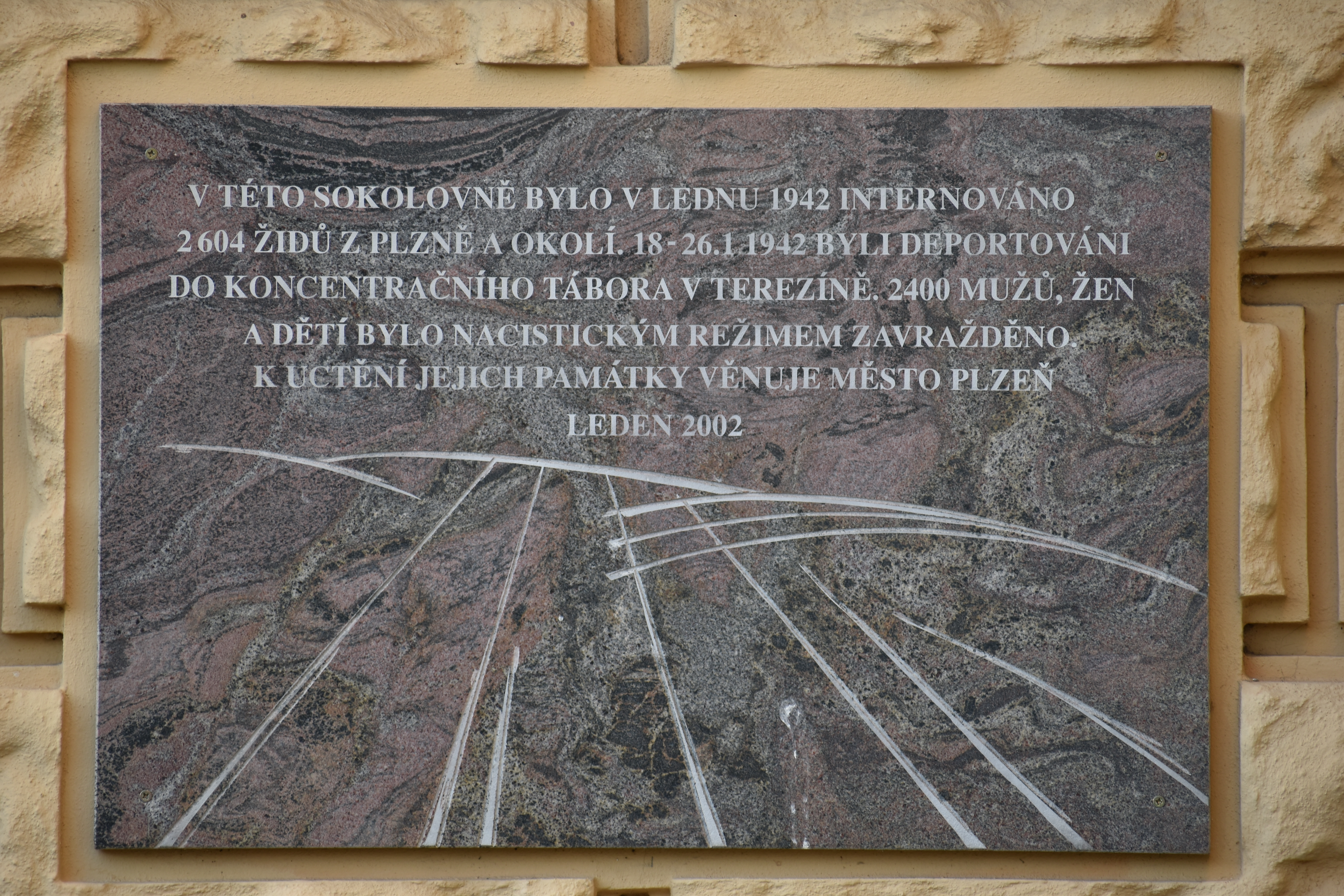
Pamětní deska deportace západočeských Židů v lednu 1942 na fasádě sokolovny

Během holocaustu za druhé světové války bylo v sokolovně shromážděno 2604 Židů z Plzně a okolí před železničními transporty do koncentračních táborů z nedalekého městského hlavního nádraží. Tyto události připomíná od roku 2002 pamětní deska umístěná na fasádě budovy. 

## Architektura stavby
Jednopatrová budova byla vystavěna v letech 1892 až 1896 na pozemku orientovaném do Sokolské ulice v novorenesančním slohu. Samostatně stojící budova postavena na půdorysu obdélníku má zvýšený suterén, přízemí a patro. Hmotově lze stavbu rozdělit na dvě části. Jižní část tvoří vstup s portikem, vestibul,  předsálí s hlavním schodištěm  a několik dalších místnosti. Severní část je především hlavní sál, který zasahuje i do 2.NP svými galeriemi nesenými na arkádách. Objekt je zastřešen systémem zvalbených střech, uprostřed druhé části je opatřen věžičkou umístěnou nad hlavním sálem.
Nese bohatou štukovou fasádou, včetně sousoší s emblémem sokolské organizace. Průčelí stavby tvoří zdobený portál s balkonem v prvním patře, v centrální části stavby se nachází tělocvična, využitelná rovněž jako společenský sál.
Pozemek před budovou nese parkovou úpravu, plynně navazující na Štruncovy sady. Ta byla částečně narušena výstavbou silničního průtahu městem v 70. letech 20. století. Roku 2010 prošla budova rekonstrukcí.